# Triumph Mayflower
Triumph Mayflower är en personbil, tillverkad av den brittiska biltillverkaren Triumph mellan 1949 och 1953. 
Triumph Mayflower introducerades 1949 och hämtade mycket av tekniken från ägaren Standard Motor Company. Sidventilsmotorn kom från Standard 10hp och bakaxel och växellåda kom från Standard Vanguard. Bilens självbärande kaross var ritad i samma fyrkantiga ”Razor edge”-stil som den större Triumph Renown. 
Försäljningen blev en missräkning och Mayflower-modellen ersattes 1953 av den mindre och billigare Standard Eight.